# Evoron
Evoron (rusky Эвopон) je jezero v povodí dolního toku Amuru v Chabarovském kraji v Rusku. Má rozlohu 194 km². Je protáhnuté ze severu na jih v délce 30 km a maximálně 12 km široké. Průměrně je hluboké 2 až 3 m.

## Pobřeží
Západní břehy jsou vyvýšené a lesnaté, zbývající nízké a bažinaté.

## Vodní režim
Zdroj vody je sněhový a dešťový. Vyšší úroveň hladiny je na jaře a na začátku léta. Zamrzá od konce října do začátku listopadu a rozmrzá v květnu. Ústí do něj řeka Evur. Z jezera odtéká řeka Devjatka, která je přítokem řeky Gorjun.

## Využití
Je na něm rozvinutý rybářský průmysl.